# Ufficio per la gestione e il bilancio
L’Ufficio per la gestione e il bilancio (Office of Management and Budget in inglese) abbreviato OMB è il più grande ufficio parte dell'Ufficio Esecutivo del Presidente degli Stati Uniti, si occupa di gestire il bilancio federale per il Presidente degli Stati Uniti e di supervisionare programmi e politiche adottate dalle agenzie federali, verificando la conformità con le attuali politiche del presidente.
Dal 1983, dopo l'approvazione del GPRA, ha il compito di produrre un report annuale sulle prestazioni dell'agenzia. Questi viene poi utilizzato per la preparazione del bilancio annuale del Presidente degli Stati Uniti.
Russell Vought è l'attuale direttore dell'OMB.

## Storia
Nato come Ufficio per il bilancio sotto la presidenza Harding, era inizialmente parte del Dipartimento del Tesoro. Nel 1939 venne spostato all'interno dell'ufficio esecutivo del Presidente e nel 1970 durante l'amministrazione Nixon divenne a tutti gli effetti Ufficio per la gestione e il bilancio.

## Direttori
| #  | Nome                   | Periodo                             | Presidenti                                               |
| -- | ---------------------- | ----------------------------------- | -------------------------------------------------------- |
| 1  | Charles Dawes          | 23 giugno 1921 – 30 giugno 1922     | Warren Gamaliel Harding                                  |
| 2  | Herbert Lord           | 1º luglio 1922 – 31 maggio 1929     | Warren Gamaliel Harding, Calvin Coolidge, Herbert Hoover |
| 3  | Clawson Roop           | 15 agosto 1929 – 3 marzo 1933       | Herbert Hoover                                           |
| 4  | Lewis Douglas          | 7 marzo 1933 – 31 agosto 1934       | Franklin Delano Roosevelt                                |
| 5  | Daniel W. Bell         | 1º settembre 1934 – 14 aprile 1939  | Franklin Delano Roosevelt                                |
| 6  | Harold D. Smith        | 15 aprile 1939 – 19 giugno 1946     | Franklin Delano Roosevelt, Harry Truman                  |
| 7  | James E. Webb          | 13 luglio 1946 – 27 gennaio 1949    | Harry Truman                                             |
| 8  | Frank Pace             | 1º febbraio 1949 – 12 aprile 1950   | Harry Truman                                             |
| 9  | Frederick Lawton       | 13 aprile 1950 – 21 gennaio 1953    | Harry Truman                                             |
| 10 | Joseph Dodge           | 22 gennaio 1953 – 15 aprile 1954    | Dwight D. Eisenhower                                     |
| 11 | Rowland Hughes         | 16 aprile 1954 – 1º aprile 1956     | Dwight D. Eisenhower                                     |
| 12 | Percival Brundage      | 2 aprile 1956 – 17 marzo 1958       | Dwight D. Eisenhower                                     |
| 13 | Maurice H. Stans       | 18 marzo 1958 – 21 gennaio 1961     | Dwight D. Eisenhower                                     |
| 14 | David E. Bell          | 22 gennaio 1961 – 20 dicembre 1962  | John Fitzgerald Kennedy                                  |
| 15 | Kermit Gordon          | 28 dicembre 1962 – 1º giugno 1965   | John Fitzgerald Kennedy, Lyndon B. Johnson               |
| 16 | Charles Schultze       | 1º giugno 1965 – 28 gennaio 1968    | Lyndon B. Johnson                                        |
| 17 | Charles Zwick          | 29 gennaio 1968 – 21 gennaio 1969   | Lyndon B. Johnson                                        |
| 18 | Robert Mayo            | 22 gennaio 1969 – 30 giugno 1970    | Richard Nixon                                            |
| 19 | George P. Shultz       | 1º luglio 1970 – 11 giugno 1972     | Richard Nixon                                            |
| 20 | Caspar Weinberger      | 12 giugno 1972 – 1º febbraio 1973   | Richard Nixon                                            |
| 21 | Roy Ash                | 2 febbraio 1973 – 3 febbraio 1975   | Richard Nixon, Gerald Ford                               |
| 22 | James T. Lynn          | 10 febbraio 1975 – 20 gennaio 1977  | Gerald Ford                                              |
| 23 | Bert Lance             | 21 gennaio 1977 – 23 settembre 1977 | Jimmy Carter                                             |
| 24 | James T. McIntyre      | 24 settembre 1977 – 20 gennaio 1981 | Jimmy Carter                                             |
| 25 | David Stockman         | 21 gennaio 1981 – 1º agosto 1985    | Ronald Reagan                                            |
| 26 | James C. Miller III    | 8 ottobre 1985 – 15 ottobre 1988    | Ronald Reagan                                            |
| 27 | Joseph R. Wright, Jr.  | 16 ottobre 1988 – 20 gennaio 1989   | Ronald Reagan                                            |
| 28 | Richard Darman         | 25 gennaio 1989 – 20 gennaio 1993   | George H. W. Bush                                        |
| 29 | Leon Panetta           | 21 gennaio 1993 – 17 luglio 1994    | Bill Clinton                                             |
| 30 | Alice Rivlin           | 17 ottobre 1994 – 26 aprile 1996    | Bill Clinton                                             |
| 31 | Franklin D. Raines     | 13 settembre 1996 – 21 maggio 1998  | Bill Clinton                                             |
| 32 | Jacob Lew              | 21 maggio 1998 – 19 gennaio 2001    | Bill Clinton                                             |
| 33 | Mitch Daniels          | 23 gennaio 2001 – 6 giugno 2003     | George W. Bush                                           |
| 34 | Joshua Bolten          | 26 giugno 2003 – 15 aprile 2006     | George W. Bush                                           |
| 35 | Rob Portman            | 26 maggio 2006 – 19 giugno 2007     | George W. Bush                                           |
| 36 | Jim Nussle             | 4 settembre 2007 – 20 gennaio 2009  | George W. Bush                                           |
| 37 | Peter Orszag           | 20 gennaio 2009 – 30 luglio 2010    | Barack Obama                                             |
| 38 | Jacob Lew              | 18 novembre 2010 – 27 gennaio 2012  | Barack Obama                                             |
| 39 | Sylvia Mathews Burwell | 24 aprile 2013 - 9 giugno 2014      | Barack Obama                                             |
| 40 | Shaun Donovan          | 5 agosto 2014 - 20 gennaio 2017     | Barack Obama                                             |
| 41 | Mick Mulvaney          | 16 febbraio 2017 – 31 marzo 2020    | Donald Trump                                             |
| 42 | Russell Vought         | 22 luglio 2020 - 20 gennaio 2021    | Donald Trump                                             |
| 43 | Shalanda Young         | 24 marzo 2021 - 20 gennaio 2025     | Joe Biden                                                |
| 44 | Russell Vought         | 7 febbraio 2025 - in carica         | Donald Trump                                             |